# T. Llew Jones
T. Llew Jones, celým jménem Thomas Llewelyn Jones, (11. října 1915 – 9. ledna 2009) byl velšský spisovatel dětských knih. Narodil se ve vesnici Pentrecwrt na severu jihovelšského hrabství Carmarthenshire. Předtím, než se stal spisovatelem na plný úvazek, pracoval řadu let jako učitel. Dvakrát získal cenu Tir na n-Og. Jeho syny byli politický aktivista Emyr Llewelyn a šachista Iolo Ceredig Jones. I on sám se věnoval hře šachu a spolu se svým synem napsal jedinou velšskojazyčnou šachovou příručku. Napsal více než padesát knih ve velštině. Rovněž byl básníkem, díky čemuž se poprvé prosadil.